# Оливник бірманський
Оли́вник бірманський (Iole viridescens) — вид горобцеподібних птахів родини бюльбюлевих (Pycnonotidae). Мешкає в М'янмі і Таїланді.

## Підвиди
Виділяють три підвиди:
- I. v. viridescens Blyth, 1867 — західна і південно-західна М'янма, західний Таїланд;
- I. v. lekhakuni (Deignan, 1954) — південна М'янма і південно-західний Таїланд;
- I. v. cinnamomeoventris Baker, ECS, 1917 — північ Малайського півострова.

Асамський оливник раніше вважався підвидом бірманського оливника.

## Поширення і екологія
Бірманські оливники живуть у вологих рівнинних тропічних лісах. Живляться ягодами і комахами.